# I miss you/THE FUTURE
〈I miss you／THE FUTURE〉는 2014년 11월 19일에 UP-FRONT WORKS(zetima 레이블)에서 발매된 일본의 걸 그룹 ℃-ute의 메이저 26번째 싱글.

## 개요
초회생산한정반A・B・C・D, 통상반 A・B의 6형태로 발매. 모든 초회생산한정반은 CD+DVD로, 모든 통상반은 CD로만 되어있다. 모든 초회생산한정반에 이벤트 추첨 시리얼 넘버 카드가 봉입되어 있다. 초회사양의 통상반A・B에는 트레이딩 카드 사이즈 생사진(랜덤, 통상반A:〈I miss you〉 의상의 솔로 5종+단체1종, 통상반B:〈THE FUTURE〉의상의 솔로 5종+단체1종)가 봉입되어 있다.

## 수록곡

### 초회생산한정반A・C, 통상반A
1. I miss you [3:25]
(작사・작곡:츤쿠, 편곡:요 케이고)
2. THE FUTURE [3:24]
(작사・작곡:츤쿠, 편곡:히라타 쇼이치로)
3. I miss you (Instrumental) [3:25]
4. THE FUTURE (Instrumental) [3:25]

초회생산한정반A 부속DVD
1. I miss you (Music Video) [4:10]

초회생산한정반C 부속DVD
1. I miss you (Dance Shot Ver.) [3:31]
2. I miss you (메이킹 영상) [8:18]

### 초회생산한정반B・D, 통상반B
1. THE FUTURE [3:25]
2. I miss you [3:25]
3. THE FUTURE (Instrumental) [3:24]
4. I miss you (Instrumental) [3:25]

초회생산한정반B 부속DVD
1. THE FUTURE (Music Video) [4:14]

초회생산한정반D 부속DVD
1. THE FUTURE (Dance Shot Ver.) [03:33]
2. THE FUTURE (메이킹 영상) [08:10]